# Anthoscopus
Anthoscopus (kapokmezen) is een geslacht van zangvogels uit de familie van de buidelmezen (Remizidae). De wetenschappelijke naam van het geslacht is gepubliceerd in 1851 door Cabanis.

## Soorten
De volgende soorten zijn bij het geslacht ingedeeld:
- Anthoscopus caroli – Acaciakapokmees
- Anthoscopus flavifrons – Boskapokmees
- Anthoscopus minutus – Kaapse kapokmees
- Anthoscopus musculus – Grijze kapokmees
- Anthoscopus parvulus – Gele kapokmees
- Anthoscopus punctifrons – Sahelkapokmees